# Mastigodiaptomus purpureus
Mastigodiaptomus purpureus is een eenoogkreeftjessoort uit de familie van de Diaptomidae. De wetenschappelijke naam van de soort is voor het eerst geldig gepubliceerd in 1907 door Marsh.